# Saint-Genest-d’Ambière
Saint-Genest-d’Ambière [sɛ̃ ʒənɛ dɑ̃bjɛʁ] ist eine französische Gemeinde mit 1211 Einwohnern (Stand 1. Januar 2022) im Département Vienne in der Region Nouvelle-Aquitaine; sie gehört zum Arrondissement Châtellerault und zum Kanton Châtellerault-1.

## Bevölkerungsentwicklung

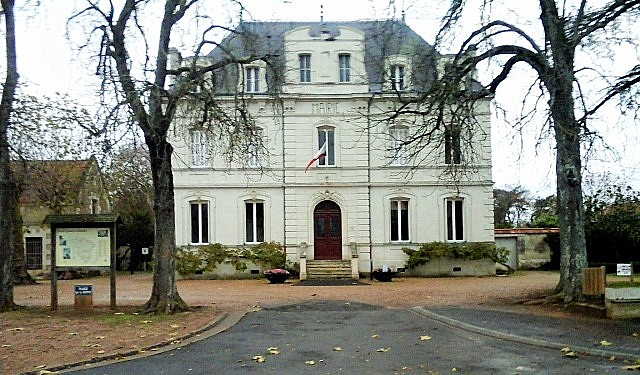
Mairie (Rathaus)

| Jahr      | 1962 | 1968 | 1975 | 1982 | 1990 | 1999 | 2007 | 2018 |
| Einwohner | 1097 | 1106 | 1067 | 1105 | 1105 | 1143 | 1210 | 1227 |

## Sehenswürdigkeiten
Siehe auch: Liste der Monuments historiques in Saint-Genest-d’Ambière
- Schloss Abin (15./17. Jahrhundert, teilweise Monument historique)
- Schloss Puygarreau (teilweise Monument historique)

## Gemeindepartnerschaften
Saint-Genest-d’Ambière unterhält Partnerschaften zur Gemeinde Volmerange-les-Mines in Lothringen (Frankreich) und zu Lipiany (Lippehne) in der Woiwodschaft Westpommern (Polen).